# Eriostethus babai
Eriostethus babai är en stekelart som först beskrevs av Kusigemati 1987.  Eriostethus babai ingår i släktet Eriostethus och familjen brokparasitsteklar. Inga underarter finns listade i Catalogue of Life.